# Obbekær Sogn
Obbekær Sogn ist eine Kirchspielsgemeinde (dän.: Sogn)  im südlichen Dänemark. Bis 1970 gehörte sie zur Harde Ribe Herred im damaligen Ribe Amt, danach zur Ribe Kommune im erweiterten Ribe Amt, die im Zuge der  Kommunalreform zum 1. Januar 2007 in der „neuen“  Esbjerg Kommune in der Region Syddanmark aufgegangen ist. Das Kirchspiel ist 1885 durch Abspaltung aus dem Fole Sogn hervorgegangen.
Im Kirchspiel leben 219 Einwohner (Stand:1. Januar 2023). Im Kirchspiel liegt die Kirche „Obbekær Kirke“.
Nachbargemeinden sind im Norden Kalvslund Sogn, im Osten Sønder Hygum Sogn in der Vejen Kommune, im Südosten Gram Sogn in der Haderslev Kommune, im Süden Seem Sogn, im Südwesten Sankt Katharine Sogn und im Westen Ribe Domsogn.